# Пашуковский сельский округ
Пашуковский сельский округ — упразднённая административно-территориальная единица, существовавшая на территории Ногинского района Московской области в 1994—2006 годах.
Пашуковский сельсовет был образован в первые годы советской власти. По данным 1919 года он входил в состав Ямкинской волости Богородского уезда Московской губернии.
21 апреля 1924 года Пашуковский с/с был передан в новую Пригородную волость.
В 1926 году Пашуковский с/с включал 1 населённый пункт — деревню Пашуково.
В 1929 году Пашуковский сельсовет вошёл в состав Богородского района Московского округа Московской области. При этом к нему были присоединены Мишуковский и Пятковский с/с.
5 ноября 1929 года Богородский район был переименован в Ногинский.
17 июля 1939 года к Пашуковскому с/с был присоединён Кабановский с/с (селения Кабаново и Марьино).
14 июня 1954 года к Пашуковскому с/с были присоединены Авдотьинский и Воскресенский с/с.
22 июня 1954 года из Пашуковского с/с в Черноголовковский сельсовет было передано селение Дядькино.
16 июля 1959 года Пашуковский с/с был упразднён. При этом селения Авдотьино, Бирлюки, Кабаново, Марьино-3, Мишуково и Пятково были переданы в Балобановский с/с, а селение Воскресенское — в Ямкинский с/с.
31 июля 1962 года Пашуковский с/с был восстановлен. В его состав из Балабановского с/с были переданы селения Авдотьино, Бирлюки, Кабаново, Марьино-3, Мишуково, Пашуково и Пятково, а из Ямкинского с/с — Боково, Воскресенское, Громково и Дядькино.
1 февраля 1963 года Ногинский район был упразднён и Пашуковский с/с вошёл в Орехово-Зуевский сельский район. 11 января 1965 года Пашуковский с/с был возвращён в восстановленный Ногинский район.
28 января 1977 года центр Пашуковского с/с был перенесён в селение Пятково.
3 февраля 1994 года Пашуковский с/с был преобразован в Пашуковский сельский округ.
В ходе муниципальной реформы 2004—2005 годов Пашуковский сельский округ прекратил своё существование как муниципальная единица. При этом все его населённые пункты были переданы в сельское поселение Ямкинское.
29 ноября 2006 года Пашуковский сельский округ исключён из учётных данных административно-территориальных и территориальных единиц Московской области.